# Carl-Otto Heigard

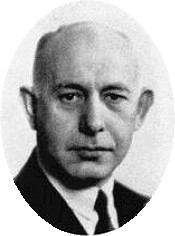
Carl-Otto Heigard.

Carl-Otto Heigard, född den 4 mars 1890 i Skegrie församling, Malmöhus län, död 5 augusti 1942 i Ekeby, Danderyds kommun, var en svensk affärsman och grundare av modekedjan Twilfit och inredningsbutiken Nordiska Galleriet.

## Biografi
Carl-Otto Heigards far var Olof Johan Persson (1854-1931) och hans mor var Hilda Persson, född Andersson (1864-1954). Han avlade mogenhetsexamen vid Kristianstads högre allmänna läroverk 1908. Därefter följde utbildning vid Frans Schartaus Handelsinstitut och diplomering från Handelshögskolan i Stockholm. Han var gift med Mabel Lovisa Alfrida Heigard (född Sjögren). Paret fick två söner Carl-Magnus (född 1923) och Bo (född 1926). År 1922 började han som verkställande direktör i det av hans morbror, Anders Andersson (1859-1929) och honom grundade företaget Twilfit, som sålde korsetter och bysthållare till Stockholms damer. 
Efter Anderssons död startade han 1933 möbel- och inredningsfirman Nordiska Galleriet i husets stora utställningshall, kallad AB Auktionshallen, på Nybrogatan 11 i Stockholm. Både Twilfits första butik och Nordiska Galleriet ligger fortfarande kvar vid samma adress i fastigheten som Andersson lät uppföra 1912. Båda verksamheter drevs tidvis som familjeföretag. Medan Nordiska Galleriet leddes av konstintresserade Carl-Magnus blev den yngre sonen Bo chef för Twilfit. Carl-Otto Heigard fann sin sista vila på Danderyds kyrkas kyrkogård där han gravsattes den 15 augusti 1942.